# Gustavo Berrío Muñoz
Gustavo Berrío Muñoz (Medellín, 13 de marzo de 1907) fue un militar, académico, geógrafo y político colombiano, adepto a los postulados del Partido Conservador Colombiano, del cual era partícipe de la facción moderada del ospinopastranismo. 
Fue Brigadier General del Ejército Nacional de Colombia, siendo su comandante entre abril y mayo de 1953 y como tal, fue uno de los partícipes del golpe de Estado de 1953, dando paso a la dictadura del general Gustavo Rojas Pinilla, del cual ministro de defensa y posteriormente de correos.

## Biografía
Gustavo Berrío Muñoz nació en Medellín, el 13 de marzo de 1907, en un hogar de la aristocracia local.
Ingreso en la Escuela Militar de Cadetes. Participó en la Guerra colombo-peruana.  Fue Comandante de la Escuela del Arma Blindada, Comandante del Batallón Guardia Presidencial, de las IV y V Brigadas del Ejército Nacional, además de haber sido comandante de la Brigada de Institutos Militares.

### Golpe de Estado de 1953
En su calidad de comandante del ejército colombiano, el papel del general Berrío en el derrocamiento de Laureano Gómez fue decisivo.
Fue Ministro de Guerra, y Ministro de Comunicaciones, durante la Presidencia de Gustavo Rojas Pinilla.
Recibió la Orden de Boyacá, la Medalla Antonio Nariño, y la Medalla del Ejército de Chile.